# 2544 Gubarev
2544 Gubarev este un asteroid din centura principală, descoperit pe 6 august 1980 de Zdeňka Vávrová.